# Klinikum Passau

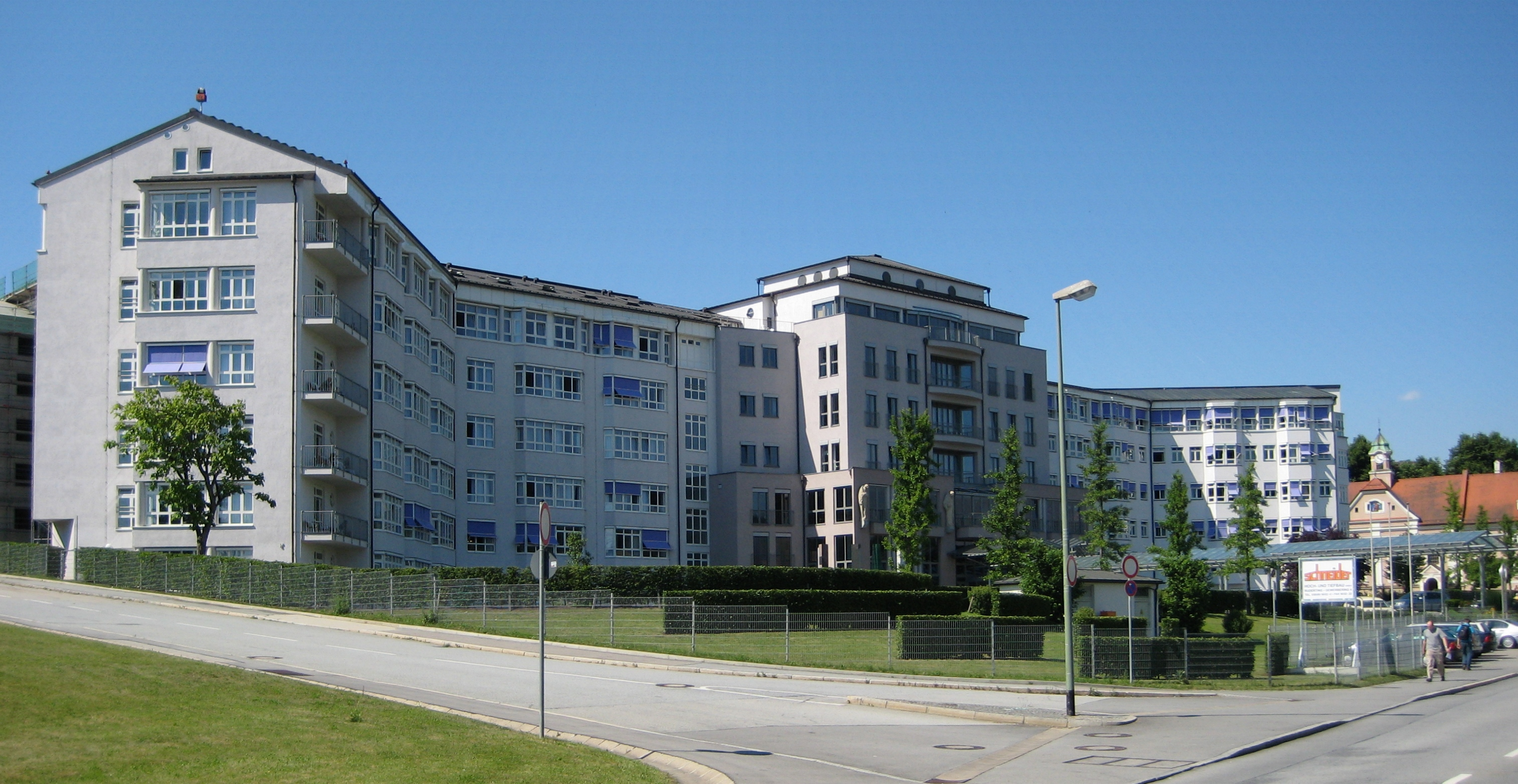
Das Klinikum Passau von der Innstraße aus gesehen

Das Klinikum Passau ist ein Krankenhaus der 2. Versorgungsstufe in Passau. Es ist ein akademisches Lehrkrankenhaus der Universität Regensburg und beheimatet auch eine Pflegeschule. Es wird als Eigenbetrieb der Stadt Passau betrieben.

## Geschichtliches

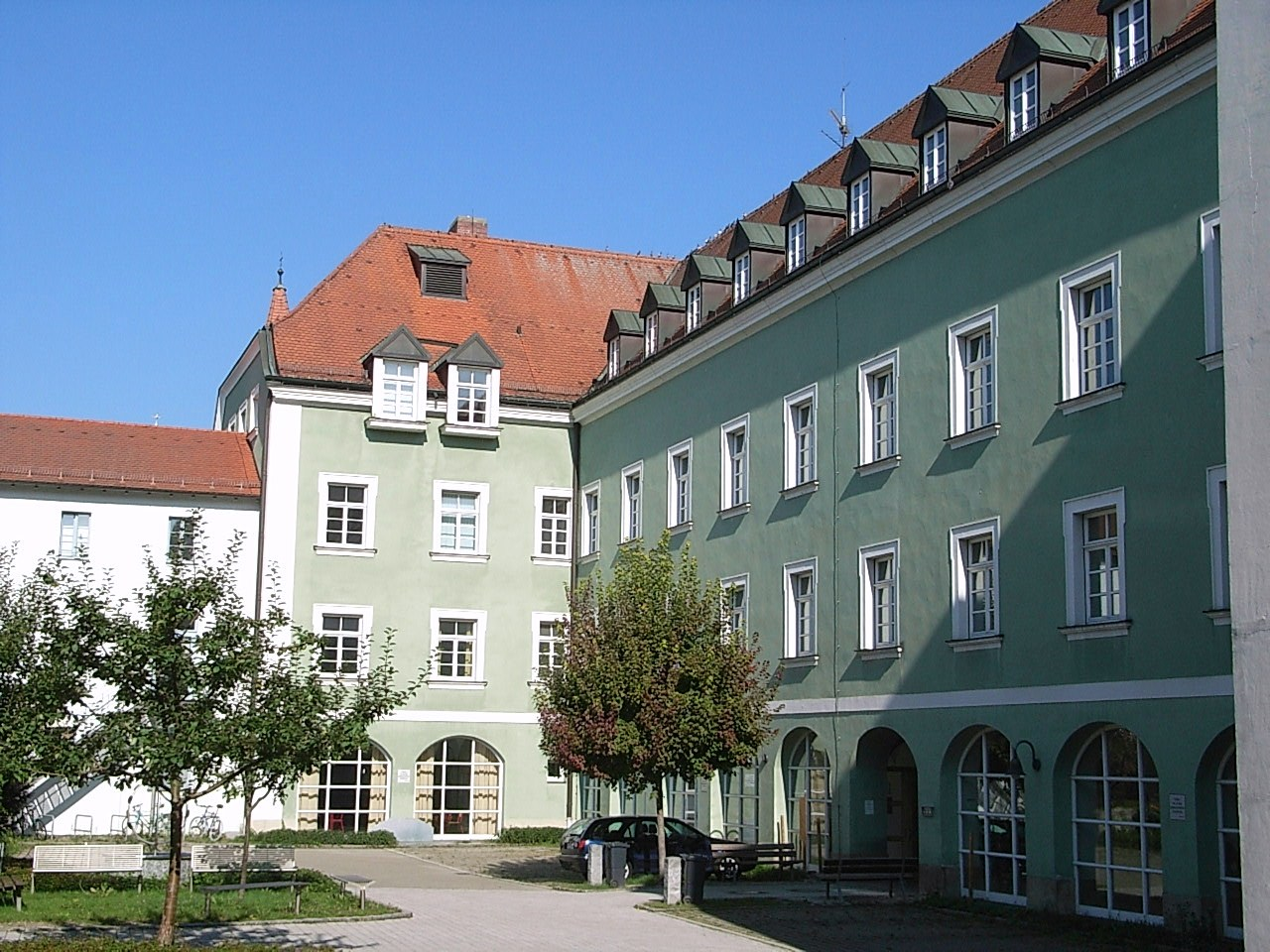
Ehem. Krankenhaus zum Hl. Geist, heute Berufliche Oberschule Passau

Das Passauer Allgemeine Krankenhaus zum Heiligen Geist wurde 1770 bis 1775 von Fürstbischof Leopold III. Ernst Graf von Firmian mit 31 Betten errichtet. Dort wurden alle Personen ohne Unterschied des Standes kostenlos behandelt. Die Finanzierung erfolgte aus den Erträgen von Stiftungen und Schenkungen der Fürstbischöfe und der Bürger. Da das »Neue Krankenhaus« auf Grundbesitz der Heiliggeist-Stiftung, einer bis 1344 zurückverfolgbaren bürgerlichen Hospitalstiftung, errichtet wurde, besaß diese auch Nutzungsrechte am Neubau. Als eigentliches Krankenhaus diente hier zunächst nur das 2. Stockwerk. Erdgeschoss, 1. Stock- und Dachgeschoss des nördlichen Gebäudeteils (im Bild der grüne Gebäudeteil in der Bildmitte) wurden durch das Heiliggeist-Stift genutzt. Das Heiliggeist-Stift und das Krankenhaus bilden in dieser Zeit quasi eine Einheit. 
Im Krankenhausneubau wurde eine Hochwassermarke von 1501 eines Vorgängerbaus erhalten.
Mit der Säkularisation 1803 wird das Heiliggeist-Stift als bürgerliche Wohlfahrtsvereinigung nicht aufgelöst. Die Oberaufsicht des Fürstbischofs mit dem Recht den jeweiligen Stiftspfleger zu ernennen geht jedoch auf den bayerischen Staat, bzw. auf die königliche allgemeine Stiftungsadministration über, von welcher 1818 die Stiftungsverwaltung auf den Stadtmagistrat übertragen wurde. 
Seitdem heißt die Stiftung offiziell »Bürgerliche Heiliggeist-Stiftung«.
Ab 1856 wurde die Krankenpflege durch die Schwestern vom Hl. Vinzenz von Paul übernommen, welche sie 1971 aus Nachwuchsmangel aufgeben mussten.
Als eine der ersten Maßnahmen wurde 1857 die Stiftsschänke, in welcher stiftseigene Weine aus der Wachau ausgeschenkt werden, vom Krankenhaus an ihren heutigen Standort ins ehemalige Franziskanerkloster verlegt.
1837 wurde ein Epidemienhaus für Blattern- und Cholera-Kranke angebaut. Dieses wurde – mehrmals erweitert – von 1922 bis 1991 als Säuglings- und Wöchnerinnenheim genutzt. 
Wegen der weiterhin bestehenden großen Raumnot und Bettenmangels wurde deswegen 1929 ein neues städtisches Krankenhaus am heutigen Standort neben dem Maierhofspital im Ortsteil Apfelkoch mit 180 Betten für 3 Millionen Reichsmark errichtet.
Im Zuge des Neubaus und Umzugs des Krankenhauses erfolgte schließlich auch die endgültige Trennung von Krankenhaus und dem Altenheim der Heiliggeist-Stiftung.
Nach dem Zweiten Weltkrieg wurde dieses Haus schrittweise auf die heutige Größe erweitert.
Allein zwischen 1984 und 2013 wurden, verteilt auf vier Bauabschnitte (Bauabschlüsse jeweils 1988, 1994, 2004 und 2013), insgesamt fast 200 Millionen Euro investiert.

## Zahlen, Daten, Fakten
- ca. 1700 Mitarbeiter
- 656 Akutbetten
- ca. 32000 stationäre Patienten pro Jahr

## Kliniken und Institute
- 1. Medizinische Klinik: Gastroenterologie und Hepatologie, Nephrologie, Stoffwechselerkrankungen, Ernährungsmedizin, Infektionskrankheiten, Allgemeine internistische und geriatrische Krankheiten
- 2. Medizinische Klinik: Onkologie und Hämatologie
- 3. Medizinische Klinik: Kardiologie, Pneumologie und internistische Intensivmedizin
- Anästhesie
- Augenheilkunde
- Chirurgie
- Geburtshilfe
- Gynäkologie
- Herzchirurgie
- HNO-Heilkunde
- Labormedizin
- Palliativmedizin
- MKG-Chirurgie
- Nuklearmedizin
- Neurologie
- Orthopädie
- Radiologie
- Strahlentherapie
- Unfallchirurgie
- Urologie

## Krankenhauskapelle

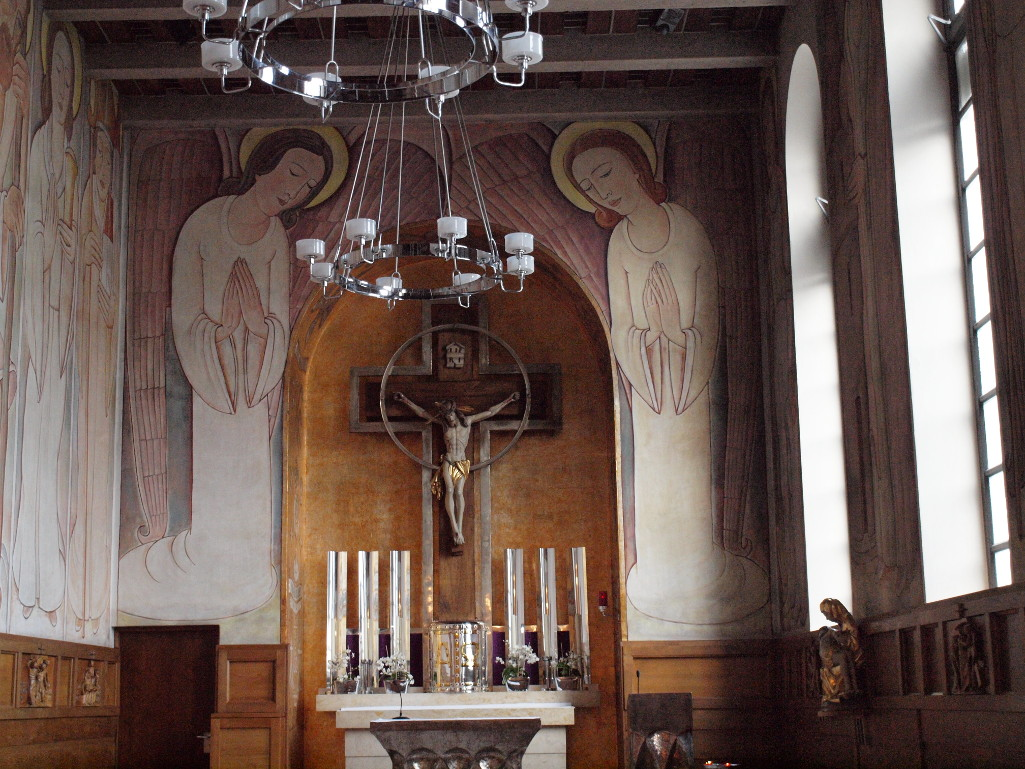
Innenansicht der Krankenhauskapelle

Die Krankenhauskapelle, die in die Liste der Baudenkmäler in Passau eingetragen ist, wurde 1926/27 von Richard Schachner geschaffen. Die Ausmalung wurde 1927/28 von Georg Philipp Wörlen ausgeführt. Altar, Ambo, Sedilien und Orgelprospekt sind Ergänzungen der Passauer Künstlerin Marianne A. Wimmer von 1990.

## Angeschlossene Einrichtungen
In der Umgebung des Klinikum Passaus sind und waren weitere Einrichtungen des Gesundheitswesens angesiedelt. Diese haben meist eine eigenständige Trägerschaft und sind meist vom Klinikum räumlich getrennt:
- Kinderklinik Dritter Orden (85 Betten[1], seit 1991) des Dritten Ordens, Nachfolgeeinrichtung des Säuglingsheims Passau; es besitzt eine direkte Verbindung zum Klinikum Passau
- Bezirkskrankenhaus Passau (seit 2003, Neubau 2012/13) des Bezirks Niederbayern als Außenstellen der Bezirkskrankenhäuser Mainkofen (Erwachsenenpsychiatrie) und Landshut (Jugendpsychiatrie) mit angeschlossener Tagesklinik.
- KfH-Nierenzentrum Passau (seit 1983) des KfH Kuratorium für Dialyse und Nierentransplantation e. V.
- Maierhofspital, ehemaliges städtisches Altenheim St. Josef (1905–2009)